# Red peas soup
La red peas soup è una densa zuppa, quasi uno stufato, tipica della cucina giamaicana, a base di fagioli Kidney rossi, che localmente vengono chiamati red peas, carne di manzo, cipolla, igname e patate dolci, insaporita con ingredienti che possono variare a seconda delle zone, tra cui: coda di maiale, zampe di gallina o di tacchino, peperoncino scotch bonnet, pimento, pepe nero, scalogno, aglio, timo, latte di cocco.